# Perilitus indicus
Perilitus indicus är en stekelart som först beskrevs av Narayanan, Subba Rao, Ramachandra Rao och Sharma 1960.  Perilitus indicus ingår i släktet Perilitus och familjen bracksteklar. Inga underarter finns listade i Catalogue of Life.